# Benjamin von Amaudruz
Benjamin von Amaudruz (auch: Amaudritz, Amaudrütz; * 1735 in Lausanne; † 31. März 1797 in Elbing) war ein preußischer Generalleutnant.

## Leben

### Herkunft
Benjamin war der Sohn von Johann Claudius Amaudruz aus Lutry.

### Militärkarriere
Amaudruz stand zunächst in holländischen Diensten. Als die Armee 1748 verkleinert wurde, kam er auf Empfehlung des Herzogs von Braunschweig Karl I. als Sekondeleutnant im Freibataillon „von Lüderitz“ in preußische Dienste. Hier wurde er am 10. November 1761 Kapitän und Führer des Bataillons. 1762 wurde er mit einer speziellen Aufgabe betraut. König Friedrich II. hatte befohlen, alles Vieh in Sachsen zu beschlagnahmen und diese Aufgabe seinem Bruder Heinrich übertragen. Heinrich gab den Befehl an seine Kommandeure weiter mit der Bemerkung, dabei besonders klug und vorsichtig zu verfahren. Amaudruz verstand den Wink und machte mit seiner Kommission soviel Aufhebens, dass die Sachsen Zeit hatten, viel Vieh in Sicherheit zu bringen. Daher konnte er berichten, dass nicht viel Vieh in Sachsen zu finden sei. Amaudruz kam dann, nachdem er drei Monate vorher als Kapitän und Kompaniechef im Freikorps „von Becquignolle“ gedient hatte, am 31. März 1763 zum Infanterieregiment „Lestwitz“ Nr. 32 und wurde hier am 19. September 1770 Major. Als solcher nahm er 1778/79 am Bayerischen Erbfolgekrieg teil. Am 24. Mai 1781 wurde Amaudruz Oberstleutnant und am 23. Mai 1783 Oberst sowie am 25. Januar 1784 Regimentskommandeur. Für seine Verdienste wurde er am 29. September 1787 Ritter des Ordens Pour le Mérite.
Der König ernannte Amaudruz am 19. Mai 1789 zum Generalmajor und kurz darauf zum Chef des Regiments „Egloffstein zu Fuß“ Nr. 4. Ab April 1792 führt er dann die Geschäfte als Brigadier der westpreußischen leichten Truppen mit einer Zulage von 500 Talern. Diese Stellung gab er im März 1794 an General von Pollitz ab und beteiligte sich am Feldzug 1794 gegen Polen. Am 2. November 1794 wurde er dem Korps Favrat zugeteilt und hier am 6. Januar 1795 zum Generalleutnant befördert.

### Familie
Amaudruz hatte am 26. Januar 1772 in Neiße Johanna Sophie Friederike, geborene von Thelen geheiratet. Nach ihrem Tod heiratete er Christina Luise Elisabeth von Taubadel (* 1744; † 4. Februar 1793 in Kittelau). Sie war die Witwe des Landrats Balthasar Leopold von Brauchitsch. Beide Ehen blieben kinderlos.